# 小椋裕介
小椋 裕介（おぐら ゆうすけ、1993年4月16日 - ）は日本の陸上競技選手。専門は長距離走、マラソン。札幌山の手高等学校、青山学院大学社会情報学部社会情報学科卒業。ヤクルト陸上競技部所属。ハーフマラソンの前日本記録保持者。

## 経歴

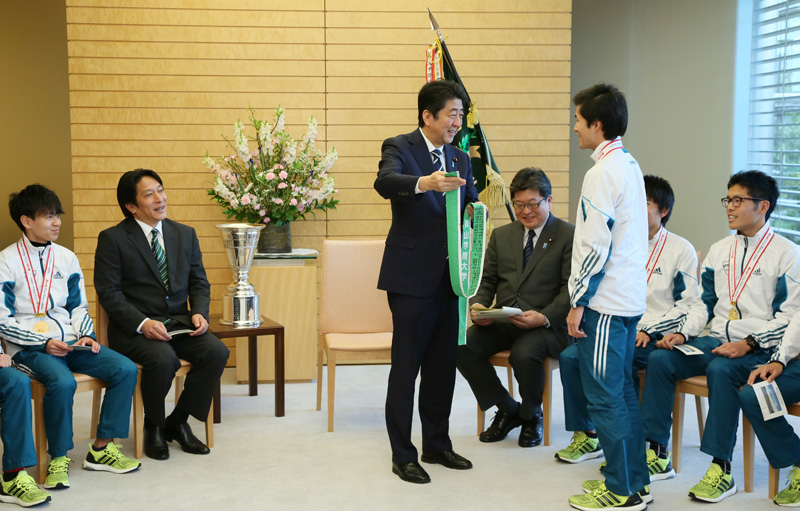
第92回箱根駅伝優勝メンバーが首相官邸で安倍晋三を表敬訪問（2016年2月、一番右側が小椋）

- 中学時代は2年生の新人戦以降は北海道内ではナンバーワンの選手だった。
- 高校時代は全国高校駅伝に2回出場し、いずれも最長区間の1区を担った。
- 大学2年時の第90回箱根駅伝では2年連続で7区を担当し、区間賞と10秒差の区間2位。
- 大学3年時の第91回箱根駅伝では3年連続で7区を担当。7区歴代3位の好タイムで区間賞を獲得。大学史上初の総合優勝に貢献。
- 大学4年時の2015年夏季ユニバーシアードハーフマラソンで優勝。準優勝の一色恭志とともに青山学院によるワンツーフィニッシュを決めた[2]。
- 大学4年時の第92回箱根駅伝では4年連続で7区を担当し、2年連続の区間賞を獲得。なお、小椋は箱根駅伝史上初めて4年連続で7区を担当した選手となった。
- 2018年8月26日の北海道マラソンで初マラソンに挑む。しかし中間点以降で大きくスローダウンし、2時間29分台の63位に終わった[3]。
- 2019年3月10日の第74回びわ湖毎日マラソンでは、2時間12分台の総合14位（日本人7着）[4]。
- 2019年4月28日のハンブルクマラソンでは2時間40分台の99位。同年9月のマラソングランドチャンピオンシップ（MGC）出場権獲得を逃した[5]。
- 2020年2月2日の香川丸亀国際ハーフマラソンで1時間00分00秒を記録し、従来設楽悠太が保持していた男子ハーフマラソン日本記録を17秒更新した[6]。
- 2020年3月1日の東京マラソン2020は12位（日本人6着）に入り自身初のサブテン（2時間10分未満）と2時間7分23秒をマーク[7][8][9]。
- 2021年2月28日の第76回びわ湖毎日マラソンでは、日本歴代9位となる2時間06分51秒の自己ベストで5位に入った。

## 人物・エピソード

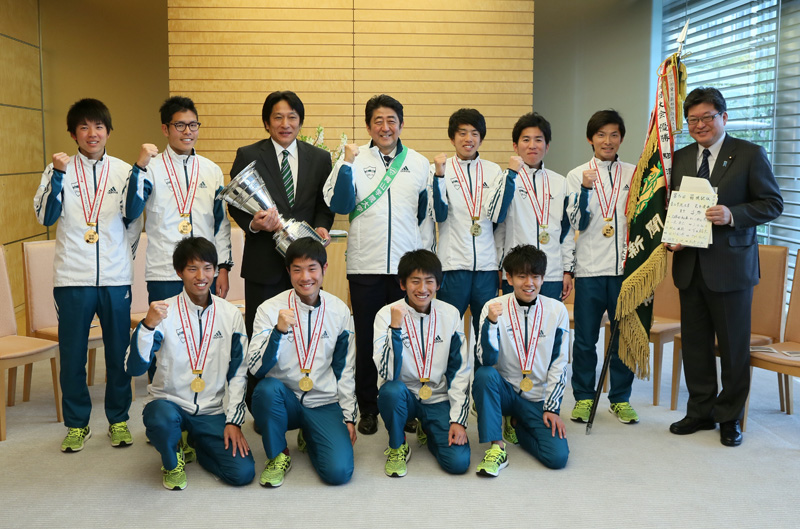
首相官邸で安倍晋三を表敬した第92回箱根駅伝出場メンバーら（2016年2月、上段・左から2人目が小椋）

- 青山学院大学の同期生だった久保田和真・神野大地、1学年後輩の一色恭志とともに「青学四天王」と呼ばれた[10]。
- 青学大陸上部入部後は、一度も大きな故障が無い。
- 血液型はO型。しかし小椋本人曰く、「A型によく間違えられる」という。
- 男ばかりの4人兄弟の長男である。三男も陸上をやっており、「兄弟の仲はとても良い」と語っている。
- 陸上専門雑誌で「考え方が理論的」と紹介されたこともあり、大学陸上部員からも「一般入試で十分合格出来る明晰な頭脳を持っている。スポーツ推薦なのが意外だ」と言われている。
- 特技はお菓子作りで、得意品目はアップルパイとパウンドケーキである。第92回箱根駅伝の翌日には日本テレビの各番組にゲスト出演し、その際に「女子力が高い」と紹介された。
- レースでは度入りのサングラス、日常生活でも常に眼鏡をかけている。

## 主な戦績
2012年
- 第28回日本ジュニア陸上競技選手権大会 - ジュニア男子1500m：3位（4分03秒67）

2015年
- 第28回ユニバーシアード競技大会  - ハーフマラソン：1位（1時間04分41秒）、団体の部優勝

2016年
- 第57回東日本実業団対抗駅伝競走大会 - 1区 : 区間2位 (33分31秒)

2017年
- 第61回全日本実業団対抗駅伝競走大会 - 3区 : 区間16位 (39分19秒)
- 第101回日本陸上競技選手権大会 - 10000m : 13位 (29分02秒00)

2018年
- 第59回東日本実業団対抗駅伝競走大会 - 1区 : 区間11位 (34分07秒)

2019年
- 第63回全日本実業団対抗駅伝競走大会 - 4区 : 区間20位 (1時間06分28秒)
- 第60回東日本実業団対抗駅伝競走大会 - 1区 : 区間11位 (33分40秒)

2020年
- 第64回全日本実業団対抗駅伝競走大会 - 3区 : 区間8位 (38分08秒)

### 大学駅伝成績
| 年度               | 出雲駅伝                                                                          | 全日本大学駅伝                                        | 箱根駅伝                                                                                 |
| ------------------ | --------------------------------------------------------------------------------- | ----------------------------------------------------- | ---------------------------------------------------------------------------------------- |
| 1年生 （2012年度） | 第24回-1区(8.0Km) 区間7位 23分36秒 ＜青学大総合初優勝＞                           | 第44回 （出場なし） （青学大不出場）                  | 第89回－7区(21.3Km) 区間14位 1時間06分51秒 ＜青学大総合8位＞                             |
| 2年生 （2013年度） | 第25回-1区(8.0Km) 区間4位 23分47秒 ＜青学大総合5位＞                              | 第45回-4区(14.0Km) 区間7位 41分58秒 ＜青学大総合6位＞ | 第90回－7区(21.3Km) 区間2位 1時間03分37秒 ＜青学大総合5位＞                              |
| 3年生 （2014年度） | 第26回 （台風第19号による 影響で開催中止）                                        | 第46回-4区(14.0Km) 区間8位 42分18秒 ＜青学大総合3位＞ | 第91回－7区(21.3Km) 区間賞(当時歴代3位) 1時間02分40秒 ＜青学大総合（往・復路共）初優勝＞ |
| 4年生 （2015年度） | 第27回-1区(8.0Km) 区間2位(当時歴代4位) 22分49秒 ＜青学大3年ぶり2度目 の総合優勝＞ | 第47回-2区(13.2Km) 区間8位 38分09秒 ＜青学大総合2位＞ | 第92回－7区(21.3Km) 区間賞 1時間03分08秒 ＜青学大2年連続2度目の総合 （往・復路共）優勝＞ |

## マラソン全成績
| 年月日        | 大会                     | 順位 | 記録          | 備考                                   |
| ------------- | ------------------------ | ---- | ------------- | -------------------------------------- |
| 2018年8月26日 | 北海道マラソン2018       | 63位 | 2時間29分09秒 | 初マラソン・MGCシリーズ第6弾           |
| 2019年3月3日  | 第74回びわ湖毎日マラソン | 14位 | 2時間12分10秒 | MGCシリーズ第10弾                      |
| 2019年4月28日 | ハンブルクマラソン       | 99位 | 2時間40分50秒 | MGC出場権獲得ならず                    |
| 2020年3月1日  | 東京マラソン2020         | 12位 | 2時間07分23秒 | 自己記録・MGCファイナルチャレンジ第2弾 |
| 2021年2月28日 | 第76回びわ湖毎日マラソン | 5位  | 2時間06分51秒 | 自己記録                               |

## 自己ベスト
| 種目           | 記録          | 年            | 大会                                     | 備考       |
| -------------- | ------------- | ------------- | ---------------------------------------- | ---------- |
| 5000m          | 13分42秒06    | 2020年7月18日 | ホクレン・ディスタンスチャレンジ千歳大会 |            |
| 10000m         | 28分03秒33    | 2020年12月4日 | 日本選手権                               |            |
| 20 km          | 56分55秒      | 2020年2月2日  | 香川丸亀国際ハーフマラソン               |            |
| ハーフマラソン | 1時間00分00秒 | 2020年2月2日  | 香川丸亀国際ハーフマラソン               | 前日本記録 |
| 30 km          | 1時間29分05秒 | 2020年3月1日  | 東京マラソン                             |            |
| マラソン       | 2時間06分51秒 | 2021年2月28日 | びわ湖毎日マラソン                       |            |